# Montdauphin
Montdauphin är en kommun i departementet Seine-et-Marne i regionen Île-de-France i norra Frankrike. Kommunen ligger i kantonen Rebais som tillhör arrondissementet Provins. År 2022 hade Montdauphin 237 invånare.

## Befolkningsutveckling
Antalet invånare i kommunen Montdauphin
| Referens: INSEE |